# LaVonna Martinová
LaVonna Ann Martinová-Florealová (* 18. listopadu 1966 Dayton) je bývalá americká atletka, která startovala hlavně na 100 metrových překážkách. V roce 1992 v Barceloně získala olympijskou stříbrnou medaili.